# Operation Catherine
Unter dem Decknamen Operation Catherine wurde im Winter 1939/1940 eine Unternehmung der Royal Navy geplant, in deren Verlauf ein starker britischer Flottenverband in die Ostsee eindringen sollte, um dort längerfristig die Erztransporte zwischen dem neutralen Schweden und dem Deutschen Reich zu unterbinden.
Der Unternehmung lag eine Überlegung Winston Churchills zugrunde, der bereits kurz nach seiner Ernennung zum Marineminister im September 1939 damit begann, verschiedene – zum Teil unrealistische – Konzepte zur Behinderung der skandinavischen Erzlieferungen in das Deutsche Reich vorzulegen. Eine dieser Ideen beinhaltete die Entsendung von speziell für diese Aufgabe modifizierten veralteten Schlachtschiffen in die Ostsee, wobei Churchill offensichtlich die Gefahr unterschätzte, die einem Schiffsverband in diesen Gewässern durch deutsche Bomber drohte, wenn er selbst nicht durch einen Luftschirm geschützt war. Die Planungen für diese Unternehmung, in deren Verlauf eine kleine Flotte der Royal Navy den Öresund zwischen den beiden neutralen Staaten Dänemark und Schweden im Laufe des März 1940 passieren sollte, wurden am 6. September 1939 aufgenommen – drei Tage nach der Ernennung Churchills zum Ersten Lord der Admiralität. Die für die deutsche Rüstungsindustrie unverzichtbare Lieferung von in Skandinavien gewonnenem Eisenerz wurde im Winter, wenn die Ostsee nicht eisfrei war, hauptsächlich über den norwegischen Hafen Narvik gewährleistet. In den restlichen Monaten wurde der Großteil der Transporte über den schwedischen Hafen Lulea abgewickelt, der am Bottnischen Meerbusen liegt. Diese Route war das Ziel der angedachten Unternehmung.
Churchill betraute den kurz zuvor pensionierten Admiral William Boyle, 13. Lord of Cork & Orrey mit der Ausarbeitung der Unternehmung, die zum Ziel hatte, das Deutsche Reich von der Zufuhr an skandinavischem Eisenerz über die Ostseeroute abzuschneiden.  Da Churchill zudem darauf hoffte, die Sowjetunion in ihrer vorgeblich neutralen Haltung zu erschüttern, gab er der geplanten Unternehmung in Anlehnung an Katharina die Große den Decknamen Operation Catherine. Die hierbei eingesetzte Flotte sollte nach Churchills Vorstellungen aus zwei am Rumpf verstärkten Schlachtschiffen der veralteten Royal-Sovereign-Klasse und fünf Kreuzern bestehen, die von einigen Zerstörern und weiteren Geleitschiffen begleitet werden sollten. Ergänzt um zusätzliche Versorgungsschiffe sowie eigene Tankschiffe sollte diese Flotte Churchills Ansicht nach in der Lage sein, selbständig über längere Zeit zu operieren, ohne einen Hafen anlaufen zu müssen, der der Royal Navy in der Ostsee nicht zur Verfügung stand.
Der Plan wurde schließlich aufgrund diverser konzeptioneller Schwierigkeiten, angesichts der Änderung der politischen Lage und insbesondere infolge entschlossener Interventionen des Ersten Seelords Dudley Pound aufgegeben. Am 23. Januar 1940 wurden die Planungen für Operation Catherine offiziell für beendet erklärt.